# Stanley-Cup-Playoffs 1956
Die Playoffs um den Stanley Cup des Jahres 1956 begannen am 20. März 1956 und endeten am 10. April 1956 mit dem 4:1-Erfolg der Canadiens de Montréal über die Detroit Red Wings. Die Canadiens gewannen damit ihren insgesamt achten Titel und bestritten ihr sechstes Endspiel in Serie, während die Red Wings zum dritten Mal in Folge im Finale standen. In den beiden letzten Jahren war jeweils Detroit mit 4:3 siegreich aus diesem Aufeinandertreffen hervorgegangen, wobei eine identische Finalpaarung in drei aufeinander folgenden Saisons in der NHL-Historie bis heute einmalig ist (Stand: Playoffs 2025). Darüber hinaus stellten die Canadiens in Person von Jean Béliveau den Topscorer und besten Torschützen dieser Playoffs.

## Modus
Für die Playoffs qualifizierten sich die vier besten Teams der Liga. Im Halbfinale standen sich der Erste und der Dritte sowie der Zweite und der Vierte der Abschlusstabelle gegenüber. Die jeweiligen Sieger bestritten anschließend das Stanley-Cup-Finale.
Alle Serien wurden dabei im Best-of-Seven-Modus ausgetragen, das heißt, dass ein Team vier Siege zum Weiterkommen benötigte. Das höher gesetzte Team hatte dabei in den ersten beiden Spielen Heimrecht, die nächsten beiden das gegnerische Team. Sollte bis dahin kein Sieger aus der Runde hervorgegangen sein, wechselte das Heimrecht von Spiel zu Spiel. So hatte die höher gesetzte Mannschaft in den Spielen 1, 2, 5 und 7, also vier der maximal sieben Spiele, einen Heimvorteil.
Bei Spielen, die nach der regulären Spielzeit von 60 Minuten unentschieden blieben, folgte die Overtime. Sie endete durch das erste erzielte Tor (Sudden Death).

## Qualifizierte Teams
- (1) Canadiens de Montréal
- (2) Detroit Red Wings
- (3) New York Rangers
- (4) Toronto Maple Leafs

## Playoff-Baum
|  | Halbfinale | Halbfinale            | Halbfinale |  |  | Stanley-Cup-Finale | Stanley-Cup-Finale    | Stanley-Cup-Finale |
|  |            |                       |            |  |  |                    |                       |                    |
|  |            |                       |            |  |  |                    |                       |                    |
|  | 1          | Canadiens de Montréal | 4          |  |  |                    |                       |                    |
|  | 3          | New York Rangers      | 1          |  |  |                    |                       |                    |
|  |            |                       |            |  |  | 1                  | Canadiens de Montréal | 4                  |
|  |            |                       |            |  |  | 2                  | Detroit Red Wings     | 1                  |
|  | 2          | Detroit Red Wings     | 4          |  |  |                    |                       |                    |
|  | 4          | Toronto Maple Leafs   | 1          |  |  |                    |                       |                    |
|  |            |                       |            |  |  |                    |                       |                    |

## Halbfinale

### (1) Canadiens de Montréal – (3) New York Rangers
| 20. März 1956 | Canadiens de Montréal Bernie Geoffrion (13:29) Maurice Richard (24:17) Bernie Geoffrion (37:48) Maurice Richard (38:30) Maurice Richard (41:55) Dickie Moore (54:33) Jean Béliveau (55:32) | 7:1 (1:0, 3:1, 3:0) Spielbericht Stand: 1:0 | New York Rangers Jack Evans (26:45) | Forum de Montréal, Montréal, Québec |

| 22. März 1956 | Canadiens de Montréal Jean Béliveau (7:38) Claude Provost (31:20) | 2:4 (1:2, 1:0, 0:2) Spielbericht Stand: 1:1 | New York Rangers Andy Hebenton (3:45) Jean-Guy Gendron (14:41) Bronco Horvath (40:42) Dean Prentice (54:10) | Forum de Montréal, Montréal, Québec |

| 24. März 1956 | New York Rangers Jean-Guy Gendron (16:02) | 1:3 (1:1, 0:1, 0:1) Spielbericht Stand: 1:2 | Canadiens de Montréal Ken Mosdell (14:42) Bert Olmstead (36:24) Bert Olmstead (59:48) | Madison Square Garden, New York City, New York |

| 25. März 1956 | New York Rangers Wally Hergesheimer (16:26) Bill Gadsby (18:57) Andy Bathgate (55:04) | 3:5 (2:2, 0:2, 1:1) Spielbericht Stand: 1:3 | Canadiens de Montréal Bert Olmstead (2:11) Bert Olmstead (13:33) Jean Béliveau (22:22) Claude Provost (23:22) Jean Béliveau (48:16) | Madison Square Garden, New York City, New York |

| 27. März 1956 | Canadiens de Montréal Doug Harvey (8:24) Dickie Moore (23:11) Henri Richard (26:10) Doug Harvey (33:00) Jean Béliveau (35:35) Henri Richard (48:49) Dickie Moore (53:28) | 7:0 (1:0, 4:0, 2:0) Spielbericht Stand: 4:1 | New York Rangers | Forum de Montréal, Montréal, Québec |

### (2) Detroit Red Wings – (4) Toronto Maple Leafs
| 20. März 1956 | Detroit Red Wings Gordie Howe (40:58) Johnny Bucyk (45:12) Alex Delvecchio (45:56) | 3:2 (0:1, 0:1, 3:0) Spielbericht Stand: 1:0 | Toronto Maple Leafs Chief Armstrong (11:57) Ron Stewart (31:31) | Detroit Olympia, Detroit, Michigan |

| 22. März 1956 | Detroit Red Wings Alex Delvecchio (25:40) Ted Lindsay (39:05) Lorne Ferguson (54:39) | 3:1 (0:1, 2:0, 1:0) Spielbericht Stand: 2:0 | Toronto Maple Leafs Chief Armstrong (5:09) | Detroit Olympia, Detroit, Michigan |

| 24. März 1956 | Toronto Maple Leafs Chief Armstrong (0:29) Brian Cullen (16:33) Gerry James (33:20) Chief Armstrong (47:40) | 4:5 n. V. (2:1, 1:0, 1:3, 0:1) Spielbericht Stand: 0:3 | Detroit Red Wings Red Kelly (12:27) Metro Prystai (42:46) Gordie Howe (49:11) Ted Lindsay (54:25) Ted Lindsay (64:22) | Maple Leaf Gardens, Toronto, Ontario |

| 27. März 1956 | Toronto Maple Leafs Billy Harris (30:58) Sid Smith (43:15) | 2:0 (0:0, 1:0, 1:0) Spielbericht Stand: 1:3 | Detroit Red Wings | Maple Leaf Gardens, Toronto, Ontario |

| 29. März 1956 | Detroit Red Wings Alex Delvecchio (8:38) Alex Delvecchio (14:49) Ted Lindsay (59:35) | 3:1 (2:1, 0:0, 1:0) Spielbericht Stand: 4:1 | Toronto Maple Leafs Dick Duff (5:34) | Detroit Olympia, Detroit, Michigan |

## Stanley-Cup-Finale

### (1) Canadiens de Montréal – (2) Detroit Red Wings
| 31. März 1956 | Canadiens de Montréal Jean Béliveau (23:00) Henri Richard (26:40) Jack LeClair (45:20) Bernie Geoffrion (46:20) Jean Béliveau (47:31) Claude Provost (50:49) | 6:4 (0:1, 2:3, 4:0) Spielbericht Stand: 1:0 | Detroit Red Wings Alex Delvecchio (8:17) Bill Dineen (23:45) Ted Lindsay (28:11) Alex Delvecchio (31:20) | Forum de Montréal, Montréal, Québec |

| 3. April 1956 | Canadiens de Montréal Don Marshall (7:23) Henri Richard (31:37) Bernie Geoffrion (34:38) Jean Béliveau (42:48) Maurice Richard (59:21) | 5:1 (1:0, 2:0, 2:1) Spielbericht Stand: 2:0 | Detroit Red Wings Norm Ullman (40:31) | Forum de Montréal, Montréal, Québec |

| 5. April 1956 | Detroit Red Wings Red Kelly (14:27) Ted Lindsay (51:36) Gordie Howe (58:12) | 3:1 (1:1, 0:0, 2:0) Spielbericht Stand: 1:2 | Canadiens de Montréal Jean Béliveau (19:20) | Detroit Olympia, Detroit, Michigan |

| 8. April 1956 | Detroit Red Wings | 0:3 (0:1, 0:1, 0:1) Spielbericht Stand: 1:3 | Canadiens de Montréal Jean Béliveau (15:52) Jean Béliveau (31:39) Floyd Curry (51:34) | Detroit Olympia, Detroit, Michigan |

| 10. April 1956 | Canadiens de Montréal Jean Béliveau (34:16) Maurice Richard (35:08) Bernie Geoffrion (40:13) | 3:1 (0:0, 2:0, 1:1) Spielbericht Stand: 4:1 | Detroit Red Wings Alex Delvecchio (40:35) | Forum de Montréal, Montréal, Québec |

### Stanley-Cup-Sieger
| Stanley-Cup-Sieger Canadiens de Montréal | Torhüter: Charlie Hodge, Jacques Plante Verteidiger: Émile Bouchard (C), Doug Harvey, Tom Johnson, Dollard St. Laurent, Jean-Guy Talbot, Bob Turner Angreifer: Jean Béliveau, Floyd Curry, Bernie Geoffrion, Jack LeClair, Don Marshall, Dickie Moore, Ken Mosdell, Bert Olmstead, Claude Provost, Henri Richard, Maurice Richard Cheftrainer: Toe Blake General Manager: Frank J. Selke |

## Beste Scorer
Abkürzungen: GP = Spiele, G = Tore, A = Assists, Pts = Punkte, PIM = Strafminuten; Fett: Bestwert
| Spieler          | Team     | GP | G  | A  | Pts | PIM |
| ---------------- | -------- | -- | -- | -- | --- | --- |
| Jean Béliveau    | Montréal | 10 | 12 | 7  | 19  | 22  |
| Bernie Geoffrion | Montréal | 10 | 5  | 9  | 14  | 6   |
| Maurice Richard  | Montréal | 10 | 5  | 9  | 14  | 24  |
| Bert Olmstead    | Montréal | 10 | 4  | 10 | 14  | 8   |
| Gordie Howe      | Detroit  | 10 | 3  | 9  | 12  | 8   |
| Alex Delvecchio  | Detroit  | 10 | 7  | 3  | 10  | 2   |
| Ted Lindsay      | Detroit  | 10 | 6  | 3  | 9   | 22  |
| Dickie Moore     | Montréal | 10 | 3  | 6  | 9   | 12  |
| Henri Richard    | Montréal | 10 | 4  | 4  | 8   | 21  |
| Doug Harvey      | Montréal | 10 | 2  | 5  | 7   | 10  |

## Beste Torhüter
Die kombinierte Tabelle zeigt die jeweils drei besten Torhüter in den Kategorien Gegentorschnitt und Fangquote sowie die jeweils Führenden in den Kategorien Shutouts und Siege.
Abkürzungen: GP = Spiele, Min = Eiszeit (in Minuten), W = Siege, L = Niederlagen, GA = Gegentore, SO = Shutouts, Sv% = gehaltene Schüsse (in %), GAA = Gegentorschnitt; Fett: Bestwert; Sortiert nach Gegentorschnitt.
Erfasst werden nur Torhüter mit 120 absolvierten Spielminuten.
| Spieler        | Team     | GP | Min    | W | L | GA | SO | Sv%  | GAA  |
| -------------- | -------- | -- | ------ | - | - | -- | -- | ---- | ---- |
| Jacques Plante | Montréal | 10 | 600:00 | 8 | 2 | 18 | 2  | 92,3 | 1,80 |
| Harry Lumley   | Toronto  | 5  | 303:52 | 1 | 4 | 13 | 1  | 92,6 | 2,57 |
| Glenn Hall     | Detroit  | 10 | 604:22 | 5 | 5 | 28 | 0  | 90,9 | 2,78 |